# Stati italiani dal Congresso di Vienna all'unità d'Italia

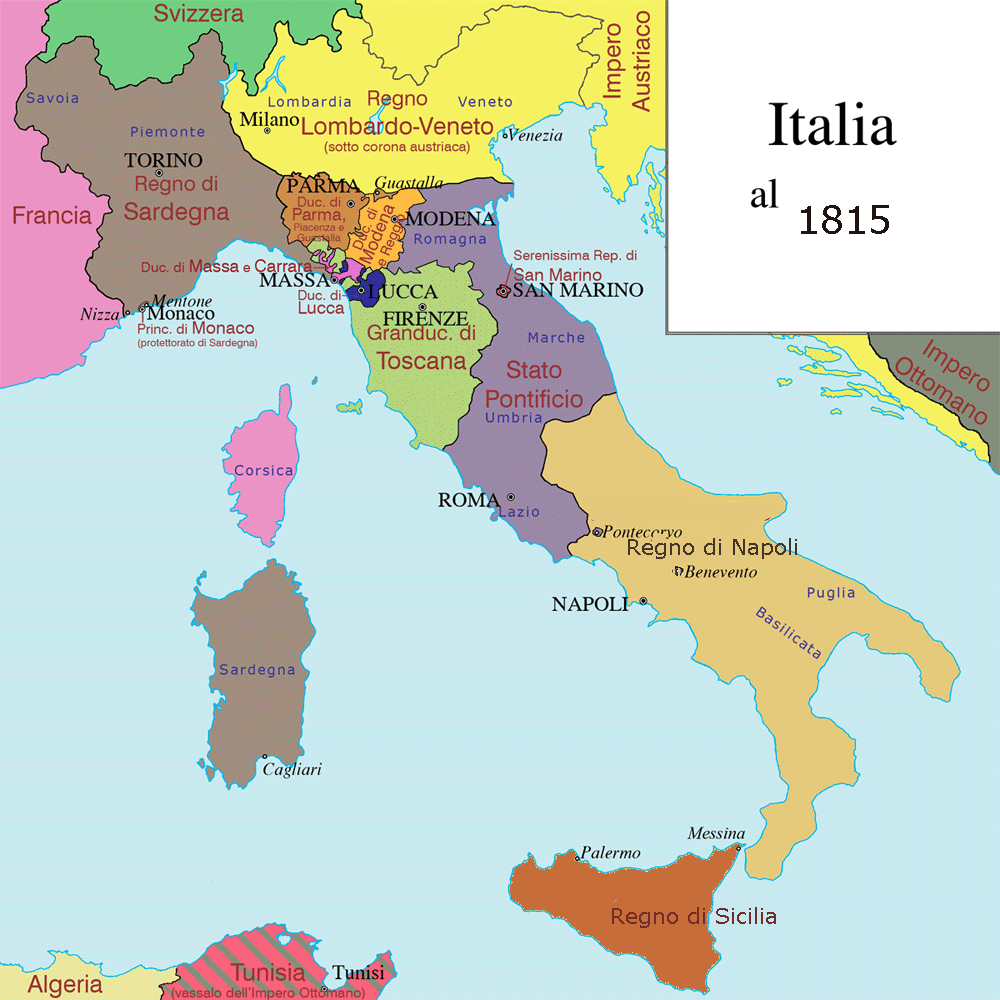
L'Italia come disegnata dal Congresso di Vienna

Suddivisione politica dell'Italia dal Congresso di Vienna (1815) all'unità d'Italia (1861):
| Bandiera                         | Nome                       | Capitale                               | Dinastia regnante oppure forma di governo            | Arco cronologico |
| -------------------------------- | -------------------------- | -------------------------------------- | ---------------------------------------------------- | ---------------- |
| 1816-1848                        | Regno di Sardegna          | Torino                                 | Savoia                                               | 1814-1861        |
| ?-1881                           | Principato di Monaco       | Monaco                                 | Grimaldi                                             | 1815-oggi        |
| 1815-1859                        | Regno Lombardo-Veneto      | Milano (1815-1859) Venezia (1859-1866) | Asburgo-Lorena (dipendenza dell'Impero austriaco)    | 1815-1866        |
| 1851-1859                        | Ducato di Parma e Piacenza | Parma                                  | Asburgo-Lorena (1814-1847) Borbone-Parma (1847-1859) | 1814-1859        |
| 1830-1859                        | Ducato di Modena e Reggio  | Modena                                 | Austria-Este                                         | 1815-1859        |
| ?-1829                           | Ducato di Massa e Carrara  | Massa                                  | Este                                                 | 1815-1829        |
| 1815-1847                        | Ducato di Lucca            | Lucca                                  | Borbone-Spagna (1815-1824) Borbone-Parma (1824-1847) | 1815-1847        |
| 1765-1801, 1815-1848 e 1849-1859 | Granducato di Toscana      | Firenze                                | Asburgo-Lorena                                       | 1815-1859        |
| 1797?-2011                       | Repubblica di San Marino   | San Marino                             | Repubblica                                           | 1291-oggi        |
| ?-1826                           | Repubblica di Cospaia      | Cospaia                                | Repubblica                                           | 1815-1826        |
| 1808-1870                        | Stato Pontificio           | Roma                                   | Governo Papale                                       | 1814-1870        |
| 1815-1816                        | Regno di Napoli            | Napoli                                 | Borbone-Napoli                                       | 1815-1816        |
| 1815-1816                        | Regno di Sicilia           | Palermo                                | Borbone-Napoli                                       | 1815-1816        |
| 1816-1848 e 1849-1860            | Regno delle Due Sicilie    | Palermo (1816-1817) Napoli (1817-1861) | Borbone-Napoli                                       | 1816-1861        |

Inoltre, nel corso dei moti del 1830-1831 e del 1848 e nel 1859, proclamarono la propria indipendenza:
| Bandiera  | Nome                                 | Capitale         | Dinastia regnante oppure forma di governo | Arco cronologico |
| --------- | ------------------------------------ | ---------------- | ----------------------------------------- | ---------------- |
| 1831      | Province Unite Italiane              | Bologna          | Repubblica                                | 1831             |
|           | Governo provvisorio di Milano        | Milano           | Repubblica                                | 1848             |
| 1848-1849 | Stato di Sicilia                     | Palermo          | Monarchia                                 | 1848-1849        |
| 1848-1849 | Repubblica di San Marco              | Venezia          | Repubblica                                | 1848-1849        |
|           | Repubblica Toscana                   | Firenze          | Repubblica                                | 1849             |
| 1849      | Repubblica Romana                    | Roma             | Repubblica                                | 1849             |
|           | Province Unite del Centro Italia     | Modena e Firenze | Confederazione                            | 1859-1860        |
|           | Governo provvisorio della Toscana    | Firenze          | Monarchia                                 | 1859-1860        |
|           | Città libere di Mentone e Roccabruna | Mentone          | Repubblica                                | 1848-1849        |

## Ultimi monarchi regnanti prima della nascita del Regno d'Italia
| Stato                                    | Nome                                  | Ritratto | Data di nascita | Regno           | Regno           | Note |
| Stato                                    | Nome                                  | Ritratto | Data di nascita | Inizio          | Fine            | Note |
| ---------------------------------------- | ------------------------------------- | -------- | --------------- | --------------- | --------------- | --- |
| Regno di Sardegna                        | Vittorio Emanuele II di Savoia        |          | 14 marzo 1820   | 24 marzo 1849   | 17 marzo 1861   | Nominato Re d'Italia il 17 marzo 1861 a Torino, morì a Roma il 9 gennaio 1878.                               |
| Regno Lombardo-Veneto (Impero d'Austria) | Francesco Giuseppe I d'Asburgo-Lorena |          | 18 agosto 1830  | 2 dicembre 1848 | 12 ottobre 1866 | Conservò il titolo di Imperatore d'Austria e Re Apostolico d'Ungheria, morì a Vienna il 21 novembre 1916.    |
| Ducato di Parma e Piacenza               | Roberto I di Borbone-Parma            |          | 9 luglio 1848   | 27 marzo 1854   | 9 giugno 1859   | Governò assieme alla madre Luisa Maria di Borbone-Francia (1819-1864), morì a Viareggio il 16 novembre 1907. |
| Ducato di Modena e Reggio                | Francesco V d'Austria-Este            |          | 1º giugno 1819  | 21 gennaio 1846 | 11 giugno 1859  | Morì in esilio a Vienna il 20 novembre 1875.                                                                 |
| Granducato di Toscana                    | Ferdinando IV d'Asburgo-Lorena        |          | 10 giugno 1835  | 21 luglio 1859  | 15 marzo 1860   | Non regnò mai effettivamente. Morì in esilio a Salisburgo il 17 gennaio 1908.                                |
| Stato Pontificio                         | Papa Pio IX                           |          | 13 maggio 1792  | 21 gennaio 1846 | 9 ottobre 1870  | Perse il potere temporale, si ritirò all'interno della Città del Vaticano dove morì il 7 febbraio 1878.      |
| Regno delle Due Sicilie                  | Francesco II di Borbone               |          | 16 gennaio 1836 | 22 maggio 1859  | 20 marzo 1861   | Morì in esilio a Arco il 27 dicembre 1894.                                                                   |